# Cebu City (Schiff)
Die Cebu City war ein philippinisches Fracht- und Fahrgastschiff, das am 2. Dezember 1994 nach einer Kollision mit einem Containerschiff sank. Dabei kamen 73 Passagiere und Besatzungsmitglieder zu Tode und 41 Personen werden seither vermisst.

## Geschichte

### Die Kollision
Die Cebu City verließ am 2. Dezember 1994 um 02:45 Uhr mit Passagieren und Ladung den Hafen von Manila. Ziele der Reise waren die Häfen von Tagbilaran und Ozamis. Etwa zur selben Zeit steuerte das singapurische, 1976 für die Hamburg Süd gebaute und rund 15.000 Tonnen tragende Containerschiff Kota Suria der Reederei Pacific International Lines auf entgegengesetztem Kurs die Bucht von Manila an. Das Wetter war klar, die See ruhig und die Sichtweite lag bei rund sechs Seemeilen.
Um 4 Uhr fand auf der Brücke der Kota Suria der Wachwechsel statt. Dabei wurde unter anderem die Schiffsposition per Radar festgestellt, die Verkehrssituation aber nicht eingehend untersucht. Der abgelöste Zweite Offizier blieb noch beim jetzt wachhabenden Ersten Offizier auf der Brücke. Der Erste Offizier ließ den Rudergänger übernehmen und schaltete von Selbststeueranlage auf Handsteuerung um. Die Geschwindigkeit von etwa 14 Knoten wurde nicht reduziert.
Auch auf der Cebu City fand um diese Zeit die Wachübergabe an den Ersten Offizier statt, es wurde aber keine Positionsfeststellung des etwa 16 Knoten schnellen Schiffes durchgeführt. Die optisch und auf dem Radar sichtbaren zahlreichen Objekte an Steuerbord voraus, darunter auch der spätere Kollisionsgegner, wurden vom Wachablöser zwar registriert, aber auch hier fand keine Kontrolle der bei der Wachübernahme vorgefundenen Verkehrssituation statt.
Wenige Minuten nach der Wachübergabe bemerkte der Erste Offizier der Kota Suria die Cebu City, änderte kurz darauf den Kurs um 20° nach Steuerbord und versuchte über UKW, das Passagierschiff zu erreichen, dieses antwortete aber nicht.
Zwischen 04:10 und 04:20 kollidierten beide Schiffe. Dabei traf die Kota Suria die Cebu City etwa mittschiffs an ihrer Steuerbordseite. Beide Schiffe waren für rund eine halbe Stunde ineinander verklemmt, bevor sich die Cebu City wieder löste und schließlich sank. Während dieser Zeit gelang es 525 Passagieren und Besatzungsmitgliedern sich mit den zu Wasser gelassenen Rettungsbooten oder direkt an Bord der Kota Suria zu retten. 73 Personen starben, 41 weitere gelten seither als vermisst. Kein Besatzungsmitglied der Kota Suria wurde verletzt.

### Die Untersuchung
Nach der Kollision fand eine Untersuchung durch das Board of Marine Inquiry der Philippine Coast Guard statt. Die Untersuchungskommission stellte fest, dass sich beide Schiffe Steuerbord an Steuerbord passiert hätten, wenn keines von beiden eine Kursänderung unternommen hätte. Im Weiteren sah die Kommission den Hauptteil des Fehlverhaltens bei der Schiffsführung der Kota Suria, stellte aber auch ein Fehlverhalten auf der Cebu City fest. Eine Entdeckung spielte in der Untersuchung eine besonders herausragende Rolle, die Schiffsführung der Kota Suria legte ein gefälschtes Schiffstagebuch und eine andere, als die zum Kollisionszeitpunkt benutzte Seekarte vor. Beides untergrub die Glaubwürdigkeit der von Seiten der Kota Suria gemachten Aussagen erheblich.

### Folgen
Schon 1987, nach dem Untergang der Doña Paz, wurden eine erweiterte GMDSS-Überwachung des Seegebietes eingeführt. Nachdem auch die Cebu City nahe der Kollisionsstelle des San-Nicolas-Superferry-12-Unglücks in der Bucht von Manila sank, wurden Pläne für ein Verkehrstrennungsgebiet erstellt. Diese wurden bisher jedoch nicht umgesetzt. Erst in jüngerer Zeit nahm das maritime communications office (MCO) seine Arbeit in diesem Seegebiet auf.

### Trivia
Die bei der Kollision nur verhältnismäßig wenig beschädigte Kota Suria blieb nach dem Vorfall in Fahrt und wurde erst 2003 verschrottet.